# Michael Flood
Michael Flood ist ein australischer Soziologe mit Schwerpunkt Männerforschung. Er arbeitet an der University of Wollongong.
Er ist auch Herausgeber der International Encyclopedia of Men and Masculinities und von XYonline (profeministisches Online-Magazin für Männer, das Forschungsmaterialien und Kommentare zu Männlichkeit, männlicher Sexualität, Männerbewegung und Feminismus veröffentlicht). Er erhielt im Jahr 2000 seinen PhD an der Australian National University.

## Veröffentlichungen (Auswahl)
- Separated fathers and the 'Fathers' Rights' Movement. In: Journal of Family Studies. 18, Nr. 2–3, 2012, S. 231–241. doi:10.5172/jfs.2012.2556
- The Men's Bibliography. Ausgabe 14, 2005, zusammengestellt von Michael Flood.
- Backlash: Angry Men's Movement. (PDF; 162 kB) In: S.E Rossi (Hrsg.): The Battle and Backlash Rage On. Why Feminism Cannot Be Obsolete. Xlibris Press, 2004.
- Men's Collective Struggles for Gender Justice. The case of anti-violence activism. (PDF; 546 kB) In: M. Kimmel, R.W Connell, J. Hearn (Hrsg.): Handbook for Studies of Masculinities. Sage, 2004.
- Lust, Trust and Latex: Why young heterosexual men do not use condoms. In: Culture, Health, & Sexuality. Nr. 5, 2003.
- Youth and Pornography in Australia: Evidence on the extent of exposure and likely effects (with Clive Hamilton) The Australia Institute, Discussion Paper No 52, Februar (2003) (PDF).
- Engaging Men: Strategies and dilemmas in violence prevention education among men. (PDF; 645 kB) In: Women Against Violence. A Feminist Journal. Nr. 13, 2002–2003.
- Pathways to Manhood: The social and sexual ordering of young men's lives. In: Health Education Australia Nr. 2, 2002 (PDF).